# داموزي
داموزي هي بلدية فرنسية تقع في إقليم الأردين في منطقة غراند إيست.

## الثقافة والتراث المحلي

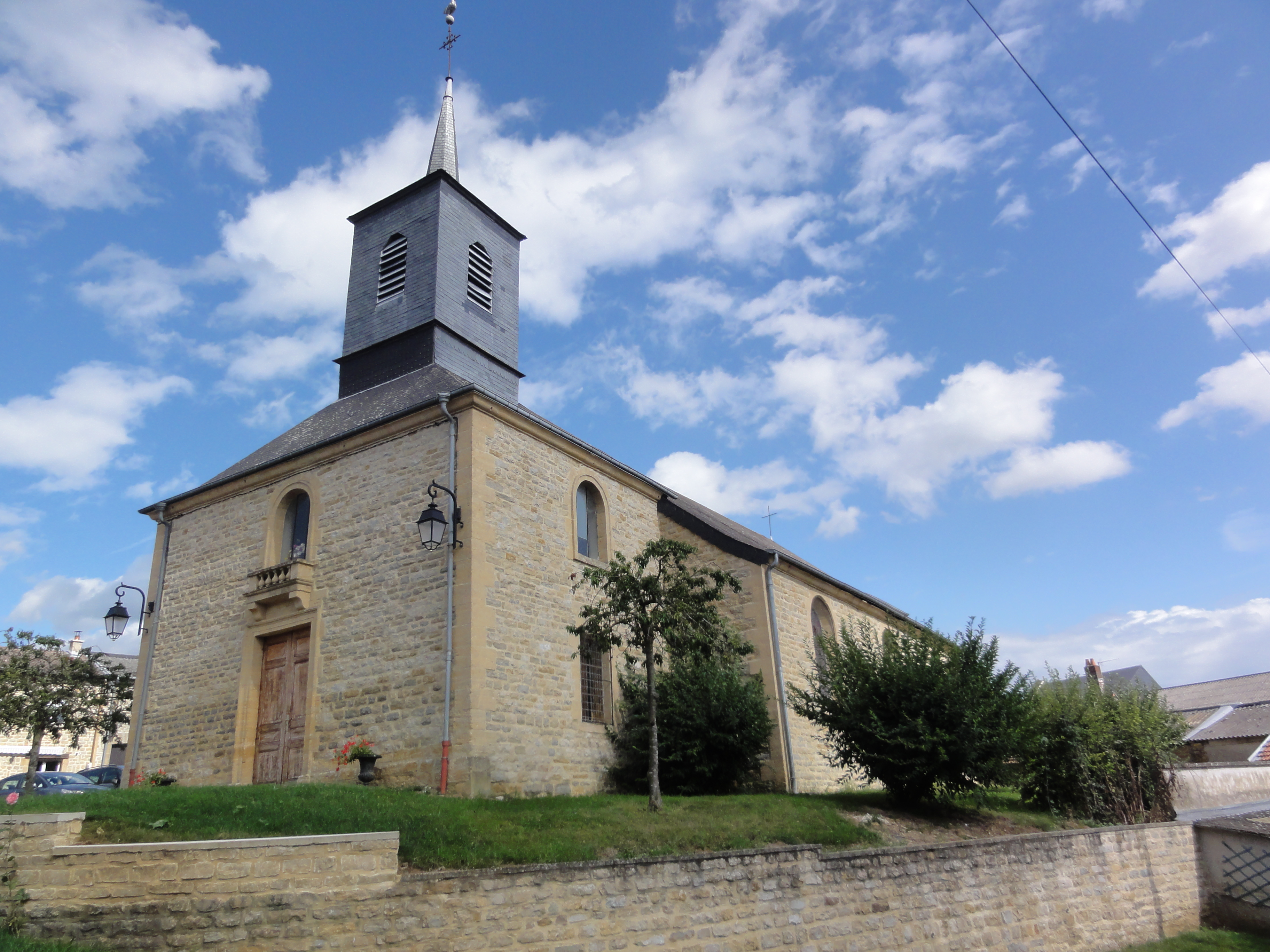
كنيسة القديس ريمي.
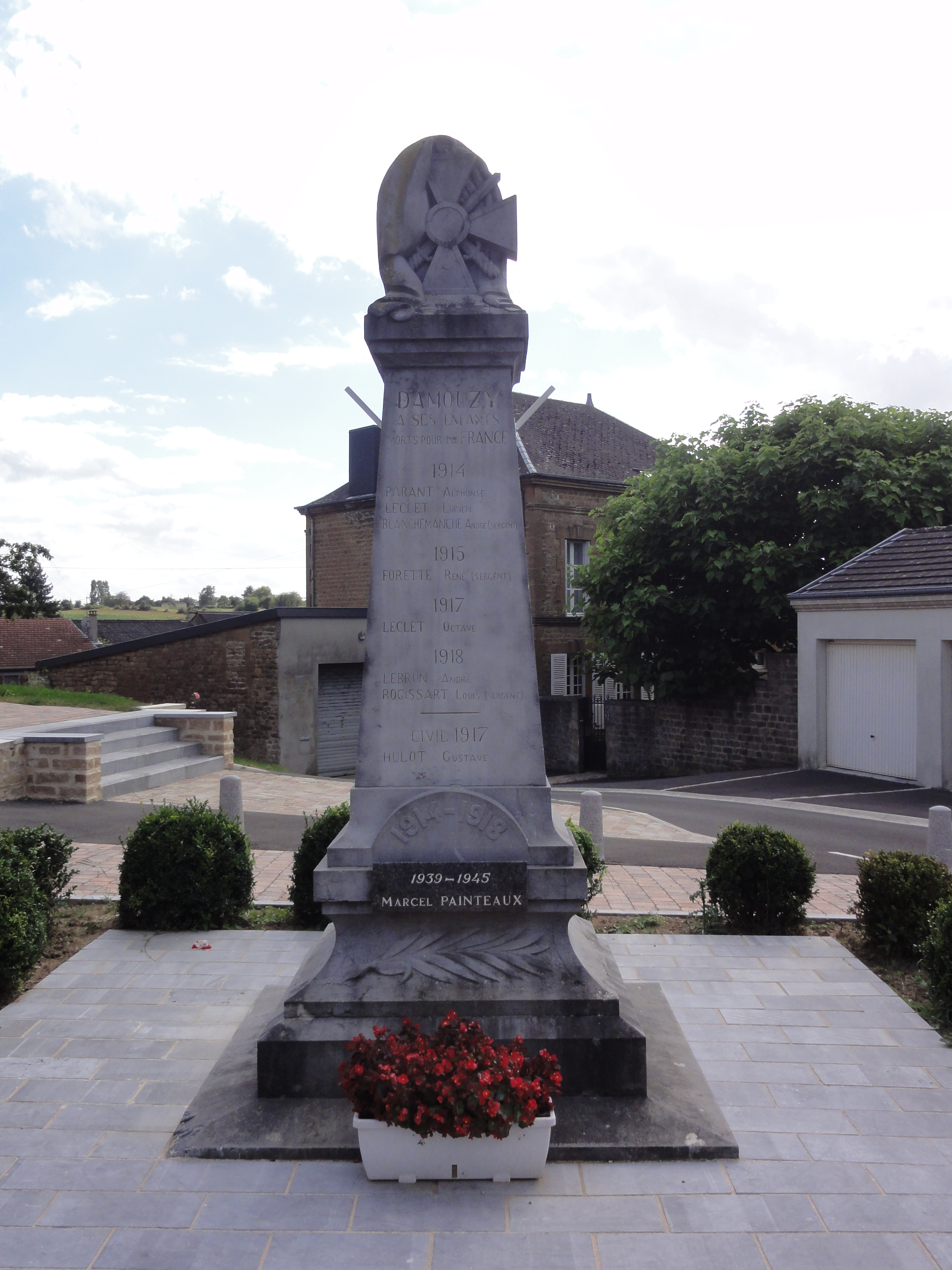
معلم أثري للموتى.
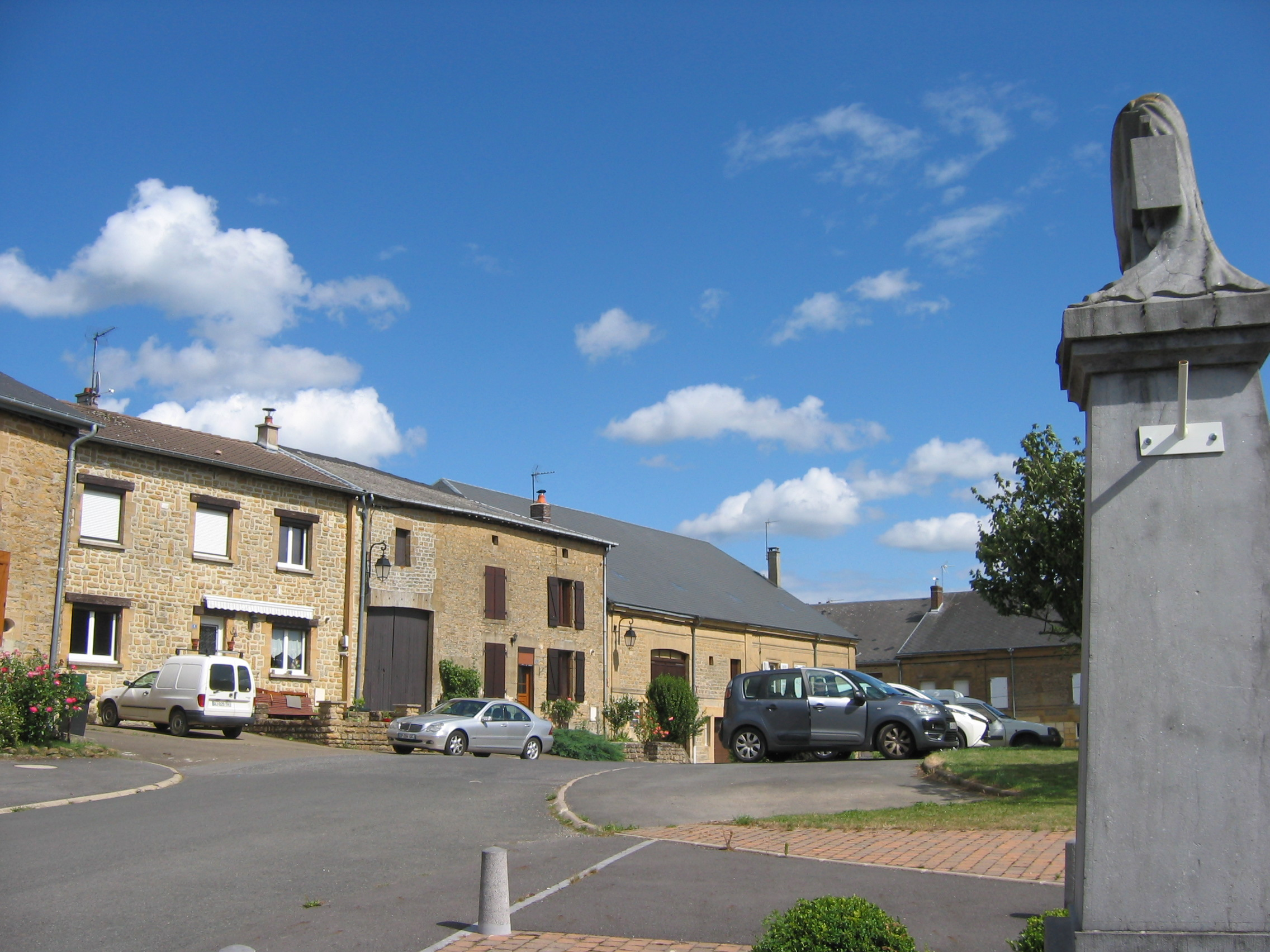
مركز القرية.